# 朗艾蘭 (北卡羅萊納州)
朗艾蘭（英語：Long Island）是位於美國北卡羅萊納州卡托巴縣的非建制地區。

## 歷史
朗艾蘭的郵局於1834年設立，其後於1860年停運。

## 地理
朗艾蘭所處的海拔為高於海平面258米（即846英呎），而該地所採用的時區為UTC-5，即北美东部时区（EST）。同時該地設有夏令時間，為UTC-5調快一小時，即UTC-4（EDT）。